# SMS Cöln (1909)
«Кёльн» (нем. SMS Cöln) — немецкий лёгкий крейсер времён Первой мировой войны. Третий корабль в серии из четырёх однотипных кораблей. Заложен в мае 1908 года, спущен на воду 15 июня 1909 года, вступил в строй 16 июня 1911 года.

## История службы
На момент начала Первой мировой войны лёгкий крейсер «Кёльн» входил в состав разведывательных сил Флота Открытого моря, возглавляемых контр-адмиралом Хиппером. Являлся флагманским кораблём контр-адмирала Мааса, командующего флотилией эсминцев.
28 августа 1914 года в составе отряда крейсеров принимал участие в Гельголандском сражении. В первой половине дня, следуя из Вильгельмсхафена в район острова Гельголанд вместе с лёгким крейсером «Страсбург» «Кёльн» наткнулся на соединение британских эсминцев и лёгкий крейсер «Аретьюза», повреждённый в результате скоротечного боя с германским лёгким крейсером «Майнц». Связанный боем, «Кёльн» не заметил приближения соединения британских линейных крейсеров, подходивших к месту боя скрываясь за завесой тумана.
В 12 часов 37 минут линейные крейсера открыли огонь по «Кёльну», нанеся ему тяжёлые повреждения, после чего крейсер всё же сумел скрыться в тумане. В 13 часов 25 минут британский отряд линейных крейсеров опять обнаружил «Кёльн», дав по нему несколько прицельных залпов. После этого лёгкий крейсер «Кёльн» перевернулся и затонул со всем экипажем, спасся только один человек.

## Командиры корабля
- корветтен-капитан Александр Эрдманн (июнь — октябрь 1911)
- фрегаттен-капитан Ганс Ценкер (октябрь 1911 — сентябрь 1913)
- фрегаттен-капитан Ганс Мейдингер (сентябрь 1913 — август 1914)